# Johann Alois Fietzek

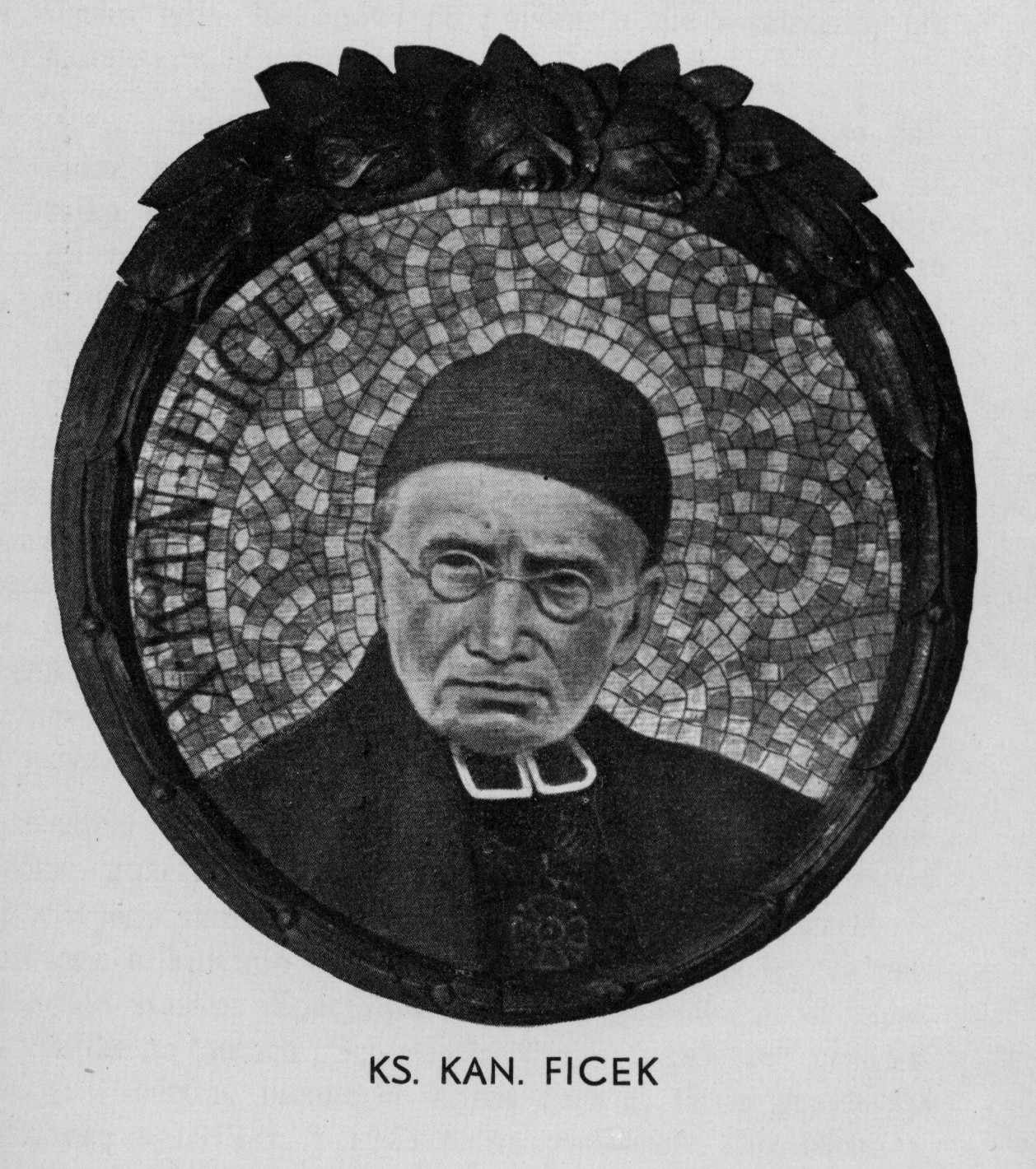
Johann Nepomuk Fietzek

Johann Nepomuk Alois Fietzek (polnisch Jan Nepomucen Alojzy Ficek, auch bekannt unter den Namen Ficek, Fiecek, Fietzeck; * 9. Mai 1790 in Groß Döbern; † 18. Februar 1862 in Deutsch Piekar) war ein oberschlesischer katholischer Pfarrer, Wohltäter und Sozialaktivist, Vorkämpfer der Mäßigkeitsbewegung und Polonisator.

## Leben

### Abstammung
Er war das zehnte von sechzehn Kindern des Bauern Joseph Fietzek und dessen Frau Maria (geb. Pampuch). Die Familie war tiefgläubig katholisch. Sein Vater unterstützte aktiv polnische Emissäre, welche zur Zeit des Kościuszko-Aufstandes (1794) aus Polen in das damals preußische Schlesien kamen, und pflegte polnisches Nationalbewusstsein.

### Ausbildung und Studium
1807 trat er in das Oberglogauer Lehrerseminar ein, wo er nach zwei Jahren das Lehrerdekret mit Auszeichnung erwarb. Anschließend wurde er Hilfslehrer in Krapitz. Bald aber spürte er die Berufung zur geistlichen Laufbahn, worin ihn sowohl sein älterer Bruder, Sebastian, der bereits Priester war, als auch sein Onkel, Dr. Simon Sobiech, der das Bischöfliche Alumnat in Breslau leitete, bestärkten. Auf ihre Hilfe durfte er stets vertrauen. Daher schrieb er sich 1812 zunächst am Königlich Katholischen Gymnasium in Oppeln ein.
1814 nahm er das Studium der katholischen Theologie (am akademischen Seminar des Matthias-Gymnasiums) in Breslau auf. Wegen des Kriegsausbruchs gegen Napoleon befürchtete er ins preußische Heer eingezogen zu werden, brach sein Studium in Breslau ab und begab sich nach Krakau (damals eine neutrale "Republik Krakau"), wo er dank der Unterstützung des Dekans Włodarski aus Groß Stein das Studium am Seminar des Ordens der Missionare (lat.: Congregatio Missionis) abschließen durfte.

### Priesterlaufbahn
Am 19. Juli 1817 wurde Fietzek vom damaligen Krakauer Bischof Jan Paweł Woronicz – dem späteren Primas von Polen und Erzbischof von Warschau – zum Priester geweiht. Danach wurde er Vikar in Czeladź (Bistum Krakau) im russischen Kongresspolen, wo er sich insbesondere um die vernachlässigten Jugendlichen kümmerte. Aber dank der Fürsprache des Dekans Włodarski aus Groß Stein durfte er nach Oberschlesien zurückkehren, wo er 1820 Pfarrer in Ziemientzitz wurde. Die preußische Provinz Schlesien war fast deckungsgleich mit dem katholischen Bistum Breslau.
Auf Beschluss des Breslauer Generalvikariats vom 4. März 1826 wechselte Fietzek zunächst als Administrator und Kurator des Mariensanktuariums nach Deutsch-Piekar, bevor er dort offiziell die Propstei übernahm. Wiederum engagierte er sich in der Wohlfahrt, wo er trotz neuer Ämter zeitlebens verbleiben sollte. Der Wiederaufbau des dortigen Mariensanktuariums wurde zu seinem Lebenswerk. 1834 wurde er zum Dekan von Beuthen und im Jahre 1835 zum Kommissar von Pleß und Beuthen ernannt. 1838 beförderte ihn der Breslauer Bischof Leopold von Sedlnitzky zum Ehrendomkanonikus von Breslau, was eine bedeutende Auszeichnung war. Weitere Ehrungen und Ablässe erhielt er vom Papst Pius IX. während seiner Reise nach Rom 1854.

### Seine letzten Jahre
Fietzek blieb bis zu seinem Tode auf seiner Pfarre in Piekar, obwohl er durchaus gute Aufstiegschancen gehabt hätte. Er sah seine persönliche Berufung darin, den katholischen Glauben und die polnische Sprache in Oberschlesien zu stärken, was er auch sehr erfolgreich tat. Unter seinen Ministranten wählte er die besonders fleißigen und begabten aus, um ihnen eine höhere schulische Ausbildung oder ein Studium zu ermöglichen. Viele von ihnen wurden dank seiner (auch finanziellen) Hilfe zu Priestern und Lehrern. Bis dahin gab es unter den oberschlesischen Autochthonen kaum Personen mit höherer Bildung. 1854 pilgerte Fietzek zusammen mit dem Breslauer Bischof Förster nach Rom, wo er vom Papst Pius IX. große Unterstützung und zahlreiche Privilegien für seine Projekte erfuhr. Auch knüpfte er dort neue Kontakte zu Polonophilen, von denen er sich Unterstützung für sein Werk und seine Zöglinge erhoffte. Er war hervorragend vernetzt und pflegte seine Verbindungen mittels zahlreicher Briefe, die nach seinem Ableben verlegt wurden. Zum Lebensende litt Pfarrer Fietzek zunehmend unter schwacher Gesundheit und Asthma. Auch zahlreiche Kuraufenthalte brachten keine nachhaltige Besserung. Als Fietzek am 16. Februar 1862 starb, wurde sichtbar, wie sehr er zu Lebzeiten geschätzt worden war: Über 100 Priester aus dem In- und Ausland sowie Tausende von Gläubigen leisteten ihm das letzte Geleit.

## Wohltäter in Piekary
1826 wurde Fietzek auf die Pfarre von Deutsch-Piekar versetzt. Große Anerkennung erwarb sich Pfarrer Fietzek wegen seiner Hilfsinitiativen in der Krankenpflege während der Epidemien von Cholera (1830) und Typhus (1848). Als 1830 eine Choleraepidemie in seiner Pfarrgemeinde ausbrach, unterbrach er seinen Kuraufenthalt in Solec und gab seine ganzen Ersparnisse für die Pflege der kranken Gemeindemitglieder und Waisen, für die er auch Geld sammelte. Es war seine Idee, festen Hilfs- und Pflegedienst in Piekar einzurichten und zu betreiben, denn Epidemien gab es damals immer wieder.

## Mäßigkeitsbewegung
Als begabter Prediger konnte Fietzek immer wieder große Menschenscharen für seine Ideen gewinnen. Überhaupt galt er als das Ideal eines sozial engagierten katholischen Priesters ganz im Sinne des heiligen Vinzenz von Paul. Die zunehmende Verarmung der einfachen Bevölkerung zur Zeit der aufkommenden Industrialisierung ließ ihn nicht unberührt. Eine Ursache hierfür sah er im sittlichen Verfall und dem Alkoholismus. Denn die Überschüsse an Kartoffeln und Getreide wurden zu hochprozentigem Schnaps vergoren und den Prekariern (im Gegensatz zu anderen Produkten und Lebensmitteln) auf Kredit verkauft. Damals wuchs der Absatz von Schnaps viermal schneller als der von Bier. Der Alkoholkonsum nahm so überhand, dass in Oberschlesien stellenweise eine Schankwirtschaft auf 150 Einwohner kam, was die Armen noch ärmer machte. Gefährlichen sozialen Sprengstoff barg die Tatsache, dass die Brennereien überwiegend protestantischen Deutschen und die Schankwirtschaften den Juden gehörten.

### Das Konzept
Der Ansatz von Fietzek als "Abstinenzler" ging nicht davon aus, den Abhängigen den Alkohol ersatzlos wegzunehmen, sondern er kämpfte gegen den Alkoholmissbrauch, während ein mäßiger Konsum von Bier und Wein durchaus toleriert wurde. Dabei baute er auf die Religiosität der einfachen Bevölkerung mit besonderer Neubelebung des Marienkultes. Das war insofern naheliegend, als Deutsch Piekar ein traditionsreicher Marienwallfahrtsort war. Zuerst sollte die Bevölkerung mit Predigten und Moralliteratur sensibilisiert werden. Die gewonnene Freizeit sollte in wohltätigen, gemeinnützigen, karitativen oder religiösen Vereinen sinnvoll eingesetzt werden und das am Alkohol eingesparte Geld sollte zinsbringend angelegt und für nützliche Dinge sowie Bildung ausgegeben werden. Pfarrer Fietzek initiierte oder gründete selbst zahlreiche Vereine, Kongregationen (z. B. Hedwigskongregation) und Bruderschaften (z. B. Marianengesellschaft), die teilweise bis heute existieren.
Zuletzt setzte er auf soziale Kontrolle und psychischen Druck. Komitees aus lokalen Honoratioren patrouillierten vor den Kneipen, der Pfarrer sprach die Trinker öffentlich auf ihr Problem an, Kinder wurden dazu animiert, sie nachzuäffen und zu verulken. Die katholischen Priester vom Schlage Fietzeks pflegten einen regen Austausch von Ideen und Schriften und bildeten ein grenzüberschreitendes Netzwerk: Fietzek korrespondierte rege mit dem irischen Kapuziner Theobald Mathew und dem Pfarrer Johann Seling aus Osnabrück. Auch knüpfte er Kontakte sogar – wenn auch seltener – über die Konfessionsgrenzen hinweg.

### Auswirkung auf Wirtschaft und Staat
Es war an der Zeit, als die Kirchen – nicht nur die katholische – dem Alkohol den Kampf angesagt hatten. Die Abstinenzlerbewegung war also eine zwingende Reaktion auf die Begleiterscheinungen des rücksichtslosen Manchesterkapitalismus, aber – im Gegensatz zur Arbeiterbewegung – ohne dabei das Gesellschaftssystem in Frage zu stellen und gegen die Obrigkeit aufzubegehren. Vielmehr erhoffte man sich politische und administrative Unterstützung vom Staat. Anfänglich verhielt sich der Staat zurückhaltend bis reserviert, denn der Rückgang des Alkoholkonsums war ungünstig für das Steueraufkommen.
Allein 1844 schlossen in der Provinz Schlesien 18 Brennereien, 108 wurden stillgelegt, weshalb die jährliche Schnapsproduktion um ca. 45.000 Eimer sank. Im Folgejahr schlossen 85 Brennereien und 206 wurden stillgelegt, was einen Produktionsrückgang um 48.000 Eimer Alkohol bedeutete. Man bezifferte den auf Fietzeks Nüchternheitsaktion von 1845 zurückzuführenden Steuereinbruch mit 254.484 Talern. Auch die weniger offensiv angegangenen Brauereien litten unter der Kampagne: 1844 mussten 20 davon schließen und im Jahr darauf sogar 185.
Fietzek forderte aber auch eine höhere Besteuerung des Alkohols, höhere Auflagen an die Schankwirte sowie Verteuerung von Brenn- und Schanklizenzen, was Steuerausfälle reduzieren sollte, was dem Fiskus wieder gefiel. Der Erfolg der Abstinenzlerbewegung resultierte in weniger Betrunkenen auf den Straßen, im signifikanten Rückgang von Arbeitsunfällen und im Rückgang der alkoholbedingten Kriminalität. Das überzeugte die Behörden. Auch der Breslauer Bischof von Diepenbrock, der sich durch sein soziales Engagement hervortat, hat das Projekt und seinen Initiator lobend anerkannt.

### Die große Kampagne
Fietzek war ein begnadeter Prediger, dem kaum jemand widerstehen konnte. Schon zu Beginn seiner großen Kampagne in den Jahren 1844 bis 1847, nach der Inaugurationsmesse zu Maria Lichtmess 1844, nachdem Pfarrer Brzozowski die Predigt gehalten hatte, wollten 1161 Männer und 1042 Frauen der Abstinenzgesellschaft beitreten. Nach sechs weiteren Wochen hatte die Gesellschaft bereits über 30.000 Mitglieder und nach zwei Jahren über 200.000. Die nach Deutsch Piekar kommenden Wallfahrer trugen die Idee in ihre Heimatgemeinden, so dass die große Abstinenzaktion nicht nur ganz Schlesien erreichte, sondern auch Kleinpolen, Galizien, Wartheland, Böhmen, Mähren, Slowakei und Ungarn. Zusammen mit seinen priesterlichen Mitstreitern (u. a. Pf. K.J. Equard aus Scholkowitz, Pf. Stefan Brzozowski u. a.) fuhr er als Gastprediger zu Exerzitien quer durchs Land. Er sprach zu hunderttausenden von Gläubigen. Da die Abstinenzbewegung mit der Stärkung des katholischen Glaubens und einer durch Erfolge der Bewegung beflügelten Missionstätigkeit einherging, erwarb er sich den Beinamen „Apostel Schlesiens“ (poln. „Apostoł Śląska“).
Die große Nüchternheitskampagne kam erst ins Stocken, als 1847 eine Choleraepidemie ausbrach und hochprozentiger Alkohol als wirksames Gegenmittel angepriesen wurde. Damit war zwar die Kampagne beendet, aber die Mäßigkeitsbewegung existierte fort und in abgewandelter Form sogar bis heute.

## Marienkirche

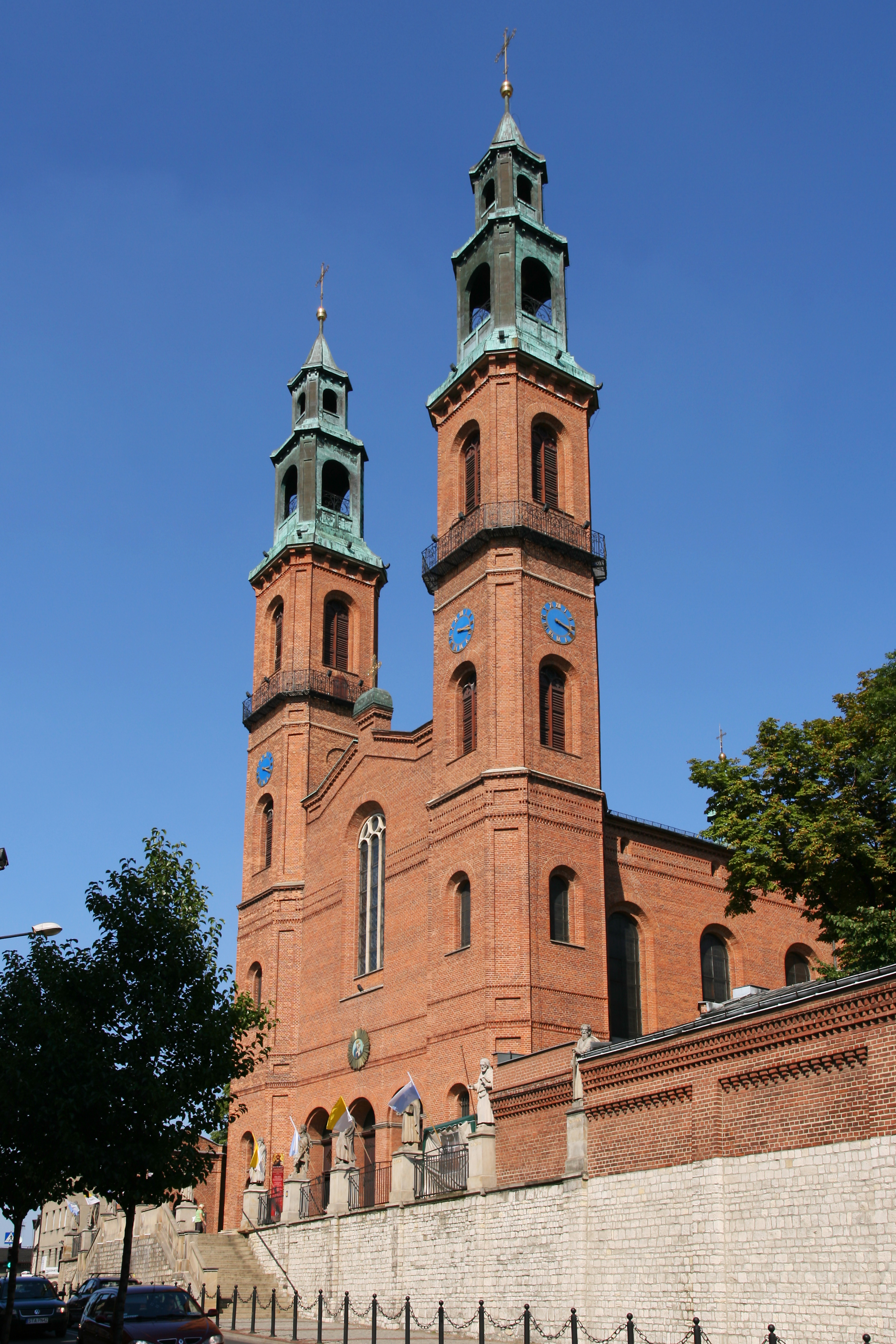
Wallfahrtsbasilika Hl. Mutter Gottes und Hl. Bartholomäus Apostel

Sein bis heute existierendes materielles Vermächtnis bleibt der Neubau der Marienkirche in Deutsch Piekar. An diesem Projekt arbeitete er seit etwa 1842, was mit großen Mühen um Genehmigungen und Geldmittel verbunden war. Das meiste Geld (75.000 Taler) kam über den Verkauf von Aktien zu fünf Talern „mit himmlischer Dividende“, was ein absolutes Novum im Bereich der Kirchenbaufinanzierung war, denn bis dahin wandte man sich normalerweise an einen reichen Stifter, der den Bau einer Kirche aus eigener Tasche finanzierte. Die Kirche war dann allerdings praktisch Privateigentum des Stifters.
Fietzek wollte sich von niemandem abhängig machen und die Kirche sollte dem „Volk Gottes“ gehören. Die Projektfinanzierung durch Aktien wurde erst mit der Industrialisierung populär. Sie bot auch ein ziemlich hohes Maß an Transparenz, was dem umtriebigen Pfarrer wichtig war. Aber diese neue Art der Kirchenfinanzierung war keineswegs unumstritten. Ohne den unentgeltlichen Einsatz unzähliger freiwilliger Bauhelfer wäre das Vorhaben jedoch kaum realisierbar gewesen. Zudem verlangte er von allen am Bau Beteiligten ein Abstinenzgelöbnis sowie Teilnahme an Gottesdiensten und Gebeten, denn er verfolgte damit das Ziel, den katholischen Glauben wiederzubeleben und die Verbundenheit der Gemeindemitglieder mit dem Priester und der zu bauenden Kirche zu stärken. Diese Methoden werden bis heute praktiziert.
Trotz aller Querelen begann 1842 der Bau einer neoromanischen Basilika nach einem Entwurf von Daniel Grötschel um die mittelalterliche Holzkirche von 1303, die wegen der wachsenden Pilgerscharen zu klein gewordenen war. Die alte Kirche wurde bis zum 30. August 1846 durchgehend benutzt, um möglichst den Pilgerbetrieb nicht zu unterbrechen, mit dem das Geld für den Bau erwirtschaftet werden sollte. Erschwerend hinzu kam der Umstand, dass die preußische Bauverwaltung Änderungen am Projekt verlangte, auf die Fietzek nicht eingehen wollte. Da er sich auf dem Amtsweg nicht durchsetzen konnte, wandte er sich direkt an den König Friedrich Wilhelm IV., der ihm sein Projekt ohne Abstriche genehmigte. Bis heute ist die dreischiffige neoromanische Basilika mit ihren zwei 70 Meter hohen barocken Türmen das bekannteste Wahrzeichen der Stadt. Von dort aus ist bei guter Sicht Tschenstochau zu sehen, das Zentrum des Marienkultes in Polen schlechthin, welches damals im Ausland (Kongresspolen) lag. Eine ursprünglich geplante Brücke, welche ihre zwei Türme verbinden und aus ihnen den Buchstaben „M“ formen sollte, wurde nicht gebaut.

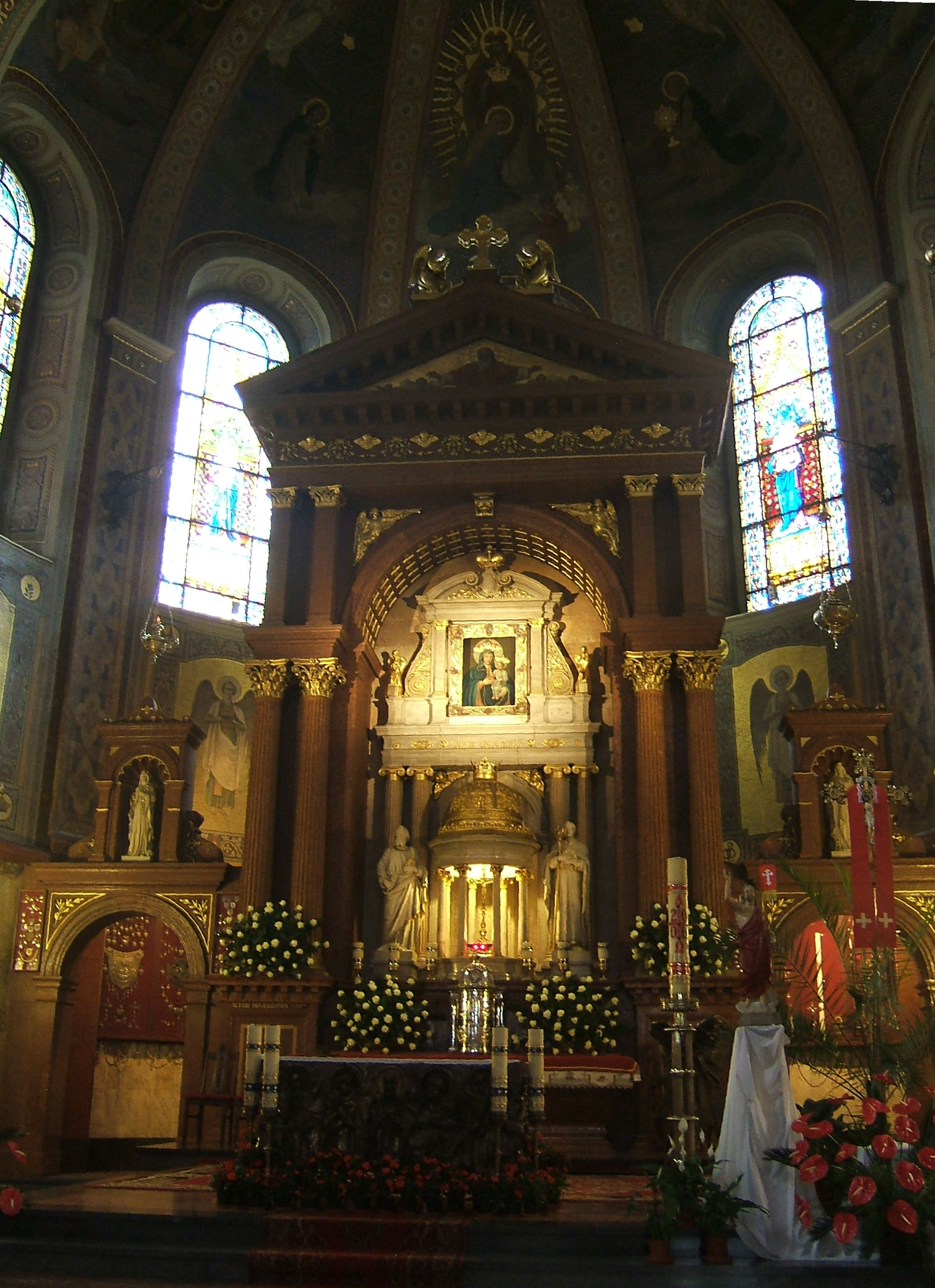
Hochaltar der Kirche mit dem Bild der Muttergottes von Piekar

Die mittelalterliche Holzkirche aus dem frühen 14. Jahrhundert wurde bis zum 30. August 1846 benutzt, während drumherum bereits Wände der neuen Basilika hochgezogen wurden. Anschließend wurde der alte Holzbau auseinandergenommen. Erhalten blieb nur der Altar aus dem 17. Jahrhundert, vor dem der polnische König Jan III. Sobieski auf dem Weg nach Wien, das von Türken belagert war, um Sieg betete.
Ungeachtet aller Schwierigkeiten wurde die neue Wallfahrtskirche am 22. August 1849 vom Breslauer Bischof Melchior von Diepenbrock der Hl. Mutter Gottes und dem Hl. Bartholomäus geweiht. Das Vorhaben wurde überwiegend aus Spendenmitteln finanziert (denn die Aktien waren eigentlich nie als Finanzinvestment gedacht gewesen), das Bauholz schenkte der ortsansässige Großindustrielle, Graf Hugo Henckel von Donnersmarck, das restliche Geld steuerte der Bischof bei. Er schenkte der neuen Kirche auch eine wertvolle Monstranz aus der Neißer Goldschmiedewerkstatt von Matin Vogelhund. Diese hatte er aus dem säkularisierten Vermögen der Oppelner Jesuiten für 600 Taler gekauft.
Zu der Basilika gehörte von Anfang an ein Pilgerzentrum. Bis heute ist Deutsch Piekar der zweitwichtigste schlesische Marienwallfahrtsort nach Tschenstochau. Nach dem Tod Pfarrer Fietzeks folgten weitere Erweiterungen. Am 1. Dezember 1962 erhob Papst Johannes XXIII. die Wallfahrtskirche in den Rang einer "basilica minor". 1983 besuchte Papst Johannes Paul II. das Mariensanktuarium und gab ihr den Titel: "Mutter der Gerechtigkeit und gesellschaftlichen Liebe", was ganz im Sinne von Pfarrer Fitzeck gewesen sein dürfte.

## Polonisator
Fietzek war zeitlebens ein Staatsbürger Preußens. Da er aber aus einer Familie stammte, die sich dem polnischen Volk zugehörig fühlte, war es sein großes Anliegen, das polnische Nationalbewusstsein unter seinen Landsleuten zu wecken und zu verbreiten. Selbst beim Besuch des Sanktuariums durch Friedrich Wilhelm IV. (König von Preußen), der ihm durchaus wohlgesinnt war, hielt er während der heiligen Messe eine Predigt, die von den Anwesenden als polnisch-patriotisch verstanden wurde, u. a. weil sie an die Besuche der Könige von Polen, Jan III. Sobieski und August II. erinnerte. Tatsächlich lebte damals in Oberschlesien eine zahlenmäßig starke Volksgruppe, die einen der polnischen Sprache ähnlichen Dialekt pflegte, ohne sich allerdings mit dem polnischen Staat zu identifizieren, den es im 19. Jahrhundert auch nicht gab. Polen verschwand von den Landkarten nach drei Teilungen im 18. Jahrhundert. Allerdings gehörte Schlesien nicht dazu, sondern zum Hl. Römischen Reich Deutscher Nation.

### Lesestube
1840 gründete Pf. Fietzek eine öffentliche Lesestube, die mit zuletzt etwa 3000 (überwiegend polnischen) Titeln und aktuellen Zeitungen aus allen polnischen Gebieten ausgestattet war, z. B. Przegląd Poznański aus Posen oder Przyjaciel Ludu aus Leszno. Zusammen mit seinen in Oberschlesien tätigen Priesterfreunden (Andrzej Peterek, Stefan Brzozowski, Józef Laxy, Antoni Stabik, Bernard Purkop, Perzych), verlegte er sein Katholisches Wochenblatt (poln.: Tygodnik Katolicki) als Presseorgan seiner Mariengesellschaft, die erste Zeitung, die sich an die einfache polnischsprachige Bevölkerung richtete.

### Verlagstätigkeit
Die Zeitung konnte sich zwar mangels fester Abonnenten nicht lange halten, hatte aber eine nachhaltige Wirkung und ebnete den Weg für andere polnische Druckerzeugnisse. Außerdem ließ er zahlreiche kleine Schriften mit Volksliteratur, Ratschlägen, Moralpredigten und Lehraufsätzen sowie Gesangbücher, Kalender, Heiligengeschichten und Gebetbücher in polnischer Sprache drucken. Später entstanden in der Stadt zwei weitere Druckereien.
Mit starker Unterstützung von Pfarrer Fietzek konnte Teodor Heneczek 1847 eine Druckerei gegenüber der Basilika einrichten. Fietzek versorgte ihn mit Aufträgen für polnischsprachige Druckerzeugnisse (z. B. für Gesangbücher, Gebetbücher, Volksliteratur, Ratgeber, Kalender, Missionsschriften, katholische und moralistische Zeitschriften, z. B. "Tygodnik Katolicki" (Katholisches Wochenblatt), erschienen 1848–1850). Es war die erste Druckerei in Piekar und die zweite polnischsprachige Druckerei in Oberschlesien. Später entstanden noch zwei weitere Druckereien. Mit der Zeit ging die Verlagstätigkeit von Fietzek dazu über, polnisches Nationalbewusstsein zu wecken und zu stärken.

### Polnische Bildungsgesellschaft
1847 gründete er in Piekar eine Gesellschaft, welche das Ziel hatte, die polnische Sprache vor Ort zu fördern. Einen weiteren Polonisierungsschub bewirkte die Ansiedlung der galizischen Jesuiten in Oberschlesien, um die sich Pfarrer Fietzek mehrere Jahre lang bemühte, was 1848 doch endlich erfolgte. Die meist dem polnischen Adel entstammenden, gut ausgebildeten Ordensleute beherrschten im Gegensatz zu der Lokalbevölkerung und ihren Pfarrern die polnische Hochsprache. Ihr Einsatz als Gastprediger führte dazu, dass die Kirchgänger fortan vermehrt polnisch sprachen und nicht mehr ihren eigenen Dialekt oder deutsch.

## Leistungen
1842 oder 1846 ehrte König Friedrich Wilhelm IV. Pfarrer Fietzek mit dem Roten Adlerorden dritter Klasse.

## Werke (Auswahl)
- Jan Aloyzy Ficek: „Wiadomość krótka o kościele i obrazie cudownym NP Maryi“, Piekary Wielkie 1849.
- Jan Aloyzy Ficek: „Książeczka jubileuszowa“, Piekary Wielkie 1849.
- Fietcet (Erzpriester, auch Fietzek geschrieben): Handbuch der von Sr. Heiligkeit, Papst Pius IX. errichteten Mäßigkeitsbruderschaft. Breslau 1852.
- Mluvnický přehled němčiny s priklady z prakse nemocenských pojištoven : Sest. z různých učebnic a mluvnic / Jan Ficek,V Písku [Pisek] : Novotný 1942.